# X-moto
X-Moto é um jogo de plataforma enfocando o tema motocross em gráficos de duas dimensões, no qual a física tem um papel destacado na jogabilidade. A ideia básica do jogo foi retirada de Elasto Mania, mas a física do X-Moto é ligeiramente diferente.

## Características
- Gráficos 2D em alta-resolução que requer uma placa de vídeo 3D para serem acelerados
- Pode ser facilmente expandido baixando-se fases criadas por fãs ou criando suas próprias fases com o editor que vem incluso
- Usa a engine Open Dynamics Engine para simular os efeitos de física avançados.
- Os níveis são criados com a linguagem de programação Lua e resto do jogo foi feito em C++.
- Possui 42 fases oficiais diferentes.

## Controles do Jogo
- Direcional para Cima: Acelerador
- Direcional para Baixo: Freio
- Direcional para Frente: Empina a moto para trás
- Direcional para Trás: Empina a moto para a frente
- Espaço: Muda a direção da moto
- Enter: Reinicia a jogo na mesma fase
- Esc: Pausa o jogo e abre o menu.

## Jogabilidade
O objetivo do jogo é controlar uma motocicleta coletando em um cenário um certo número de maçãs. Quando o número certo de maçãs é adquirido, o jogador deve se dirigir até a imagem de uma flor que representa o fim da fase. Caso o corpo ou a cabeça do motociclista bata no chão, no teto ou em uma parede, o jogador perde e deve tentar novamente. Entretanto, o que dificulta esta missão é a física bastante realista do jogo. Se o jogador acelerar muito bruscamente, a moto irá empinar para a frente e o risco de capotar é grande. Se ocorrer uma freada busca ou colisão, o motociclista é arremessado para a frente. E em caso de colisão, a moto sofre deformações. É necessário praticar para dominar o equilíbrio do jogo sabendo o momento certo de acelerar, frear e empinar a moto. Além disso, em fases mais avançadas existe obstáculos como espinhos e fogo. S encostar nestes elementos com a moto ou com o corpo do motociclista, o jogador também perde. Quanto mais rápido um jogador finalizar um percurso, melhor. O jogo estimula os jogadores a completar todas as provas o mais rápido possível, pois os melhores tempos de cada jogador são gravados e podem ser enviados para um ranking oficial.

## Requisitos Mínimos
- CPU: cerca de 500 MHz
- RAM: 128 MB , com pelo menos 24 MB livres
- Placa de Vídeo: GeForce com 32 MB ou superior
- HD: 10MB livres